# آرثر دبليو. كالهون
آرثر دبليو. كالهون (بالإنجليزية: Arthur W. Calhoun)‏ هو أكاديمي أمريكي، ولد في 1885، وتوفي في 1979.